# Airspeed Envoy
L'Airspeed Envoy era un avió de transport bimotor dissenyat per la companyia anglesa Airspeed Ltd. durant els anys trenta.

## Disseny i desenvolupament
L'Envoy fou dissenyat per A. Hessell Tiltman a partir del Courier. Així compartia amb aquest el fuselatge, els panels de les ales i el tren d'aterratge. Bimotor d'ala baixa, l'aparell era integralment de fusta i teixit amb cabina tancada. Les rodes davanteres del tren eren retràctils mentre que la roda de cua, sincronitzada amb el timó, era fixa.
L'aparell fou construït en tres sèries successives: Series I inicial sense flaps i amb 17 unitats. Series II amb flaps dividits i 13 unitats. Series III amb lleugeres millores i 19 unitats. Curiosament, l'aparell disposava d'una gran varietat de motors radials disponibles entre els quals s'incloïen: Wolseley Aries, Armstrond Siddeley Cheetah V, Armstrong Siddeley Lynx IVC.
El primer prototip, anomenat G-ACMT, feu el primer vol el 26 de juny de 1934 i un mes després aparegué durant l'exhibició de la Society of British Aircraft Constructors (SBAC). La construcció de l'avió es va dur a terme en la factoria de Portsmouth en sèries curtes de producció quasi artesanal.

## Història operacional
El primer Envoy I, amb matrícula G-ACVH, fou emprat per Airspeed com demostrador enlairant-se per primera vegada l'octubre de 1934. Un segon aparell va ser encomanat per Lord Nuffield, aquest estava equipat amb motors Wolseley Aries III. Originàriament, aquest fou encomanat per competir a la cursa MacRobertson Air Race de 1934 entre Anglaterra i Austràlia, però, malauradament, un aterratge forçós danyà l'avió impossibilitant la seua participació. Un altre Envoy s'estavellà mentre completava la Schlesinger Race amb destí Johannesburg.
A continuació la companyia rebé comandes d'arreu del món: Ansett Airlines (Austràlia) adquirí dues unitats, seguidament North Eastern Airways, Olley Air Service i fins-i-tot de la CSA (Txecoslovàquia) l'any 1937. Aquest mateix any King's Flight (la flota reial anglesa) reemplaçà un De Havilland Dragon Rapide per l'Envoy Series III. L'aparell fou entregat amb matrícula G-AEXX i els colors roig i blau de la casa reial.
L'èxit civil de l'aparell cridà l'atenció de distintes forces aèries nacionals que demanaren versions militars d'aquest. Entre d'altres destaquen el Regne Unit, Espanya, Japó, Xina, Finlàndia i Sud-àfrica. Curiosament aquest últim feu una comanda de 7 unitats de servei polivalent civil i militar sent 3 destinades a la branca militar i les 4 restants a South African Airways. Els aparells podien reconvertir-se d'una versió a l'altra als tallers propis dels aeròdroms sud-africans amb un temps d'operació de quatre hores aproximadament. Així l'avió podia emprar-se per transport, reconeixement i bombardeig lleuger amb una tripulació total de quatre: pilot, navegador, operari de ràdio i artiller.
Durant l'octubre de 1936 el Ministeri de l'Aire britànic encarregà 136 Envoys per entrenar tripulacions de bombarder. No obstant això aquestes unitats estaven altament modificades per la qual cosa reveren la designació AS.10 o Airspeed Oxford.

### Japó
Els primers Envoy foren enviats al Japó durant 1935, quan Nihon Koku Yuso KK (Transport Aeri Japonés) i la Força Aèria de la Marina Japonesa adquiriren una unitat cadascú amb fins avaluadors. Els resultats d'aquesta permeteren a Mitsubishi començar a produir l'aparell primer amb motors Gasuden Jimpu i més tard amb Armstrong Siddeley Lynx i Wolseley Aries Mk.III quan un accident fatal provocà el rebuig dels motors Jimpu. 11 unitats es construïren en total, aparells que s'integrarien en la futura Greater Japan Airways.

### Guerra Civil espanyola i Segona Guerra Mundial
Abans de la Guerra Civil, el govern republicà havia adquirit 10 aparells Envoy a la fi d'equipar la LAPE. No obstant això quan s'inicià la guerra aquests foren requisats emprant-lo en missions de transport, reconeixement i bombardeig lleuger. Dos d'aquests desertaren al bàndol nacional sent un d'ells involucrat en la mort del General Mola.
Ja durant la Segona Guerra Mundial la Luftwaffe capturà alguns aparells confinant-los al rol d'entrenadors.

### Posguerra
L'aerolínia Private Charter Ltd. comprá un aparell Envoy III de la RAF reconvertint-lo a transport aeri amb matrícula G-AHAC operant fins a la fi de la seua vida útil l'any 1950, quan fou desmantellat.

## Variants

### AS.6 Envoy I
Prototips inicials amb motor A.R.9 de 149 kW (200 cv). 5 unitats.

### AS.6A Envoy I
Versió amb motor Armstrong Siddeley Lynx IVC de 179 kW (240 cv). 5 unitats.

### AS.6D Envoy II
Evolució de l'anterior amb motor R-760-E2 Whirlwind de 261 kW (350 cv). 8 unitats.

### AS.6E Envoy III
Redisseny amb motor Walter Castor de 254 kW (340 cv). 5 unitats.

### AS.6G
Adaptació al motor Wolseley Scorpio I de 168 kW (225 cv).

### AS.6H Envoy
Prototip amb motor Wolseley Aries III de 168 kW (225 cv).

### AS.6J Envoy III
Evolució de l'anterior amb motor Armstrong Siddeley Cheetah IX de 257 kW (345 kW). Versió de més èxit amb 27 unitats.

### AS.6JC/AS.6JM Envoy
Readaptació al motor Armsrton Siddeley Cheetah IX. 7 unitats,

### AS.6K Envoy III
3 unitats.

### AS.8 Viceroy
Experiment de competició que acabà cristal·litzant en un nou model.

### Airspeed LXM
Variant d'importació adquirida per la força aèria de la marina japonesa amb fins avaluadors.

### Mitsubishi Hinazuru-type
Versió japonesa produïda amb llicència per Mitsubishi entre 1936 i 1938 amb motors Gasuden Jimpu, Armstrong Siddeley Lynx o Wolseley Aries Mk.III. 11 unitats.

## Especifications (AS.6J Series III)

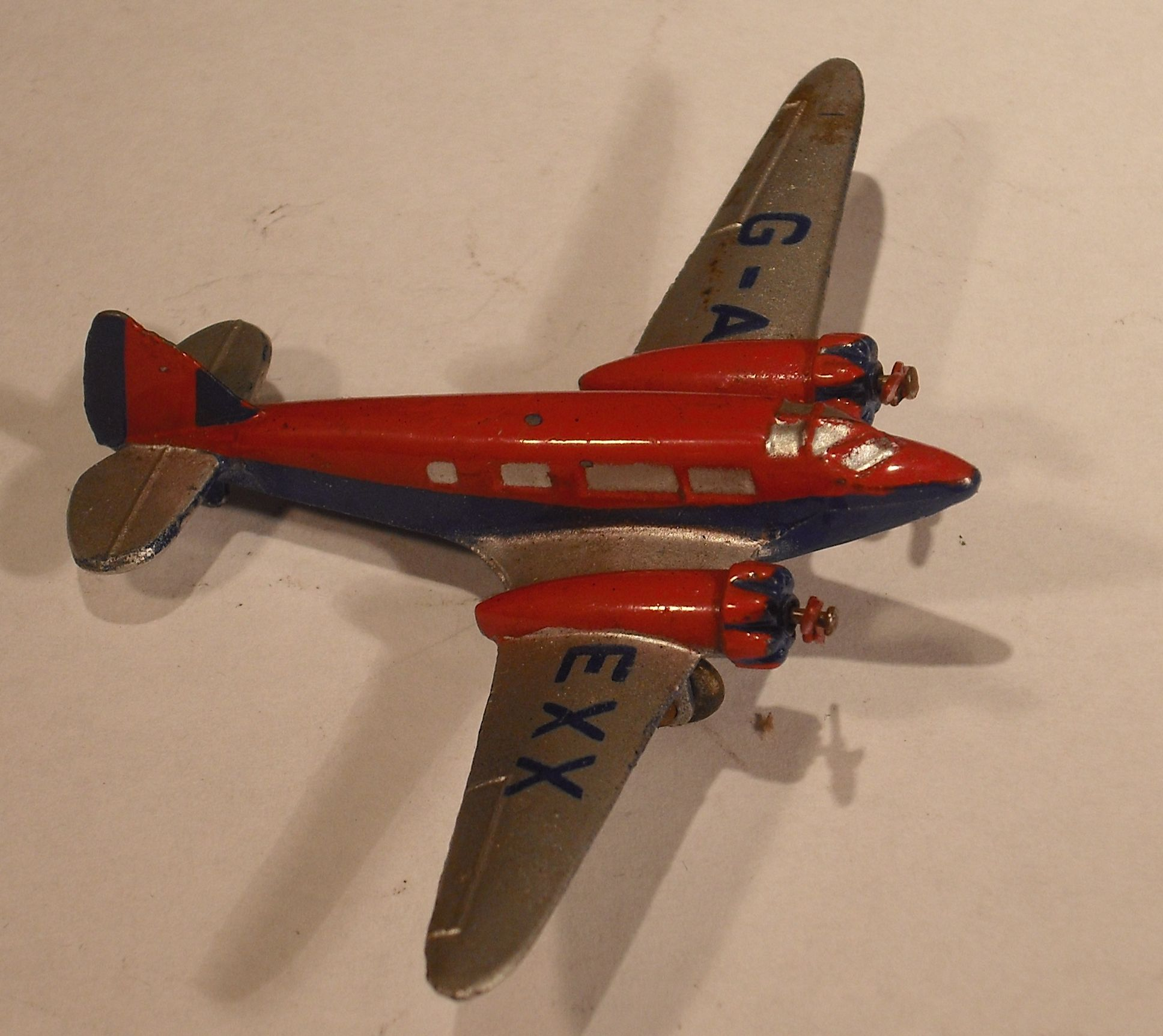
Maqueta d'un Envoy emprat per la casa reial anglesa de Dinky Toys 62k.

### Característiques generals
- Tripulació: 1 pilot.
- Capacitat: 6 passengers.
- Longitud: 10,52 m.
- Amplària: 15,95 m.
- Altura: 2,90 m.
- Superfície alar: 31,5 m².
- Pes buit: 1.840 kg.
- Pes màxim: 2.858 kg.
- Planta motriu: 2 motors radials Armstrong Siddeley Cheetah IX 7 de 257 kW (345 cv) cadascú.

### Rendiment
- Velocitat màxima: 338 km/h.
- Velocitat de creuer: 309 km/h.
- Rang: 1.046 km.
- Sostre: 6.900 m.
- Temps fins als 1000m: 2,66 min.
- Pes alar: 91 kg/m².
- Potència/pes: 0,18 kW/kg.

## Incidents
El desembre de 1934 un VH-UXY (Envoy experimental amb motor Cheetah i dipòsits de combustible de més capacitat) pilotat per Charles Ulm desaparegué mentre completava la ruta Oakland-Honolulu.
Un prototip de l'Envoy fou obtingut pel bàndol nacional durant la Guerra Civil espanyola en setembre de 1936 sent emprat per al transport de generals i VIPs. El 3 de juny l'aparell s'estavellà en una zona muntanyosa acabant amb la vida de tots els seus tripulants inclòs el General Mola.
Durant octubre de 1936 el pilot Maxwell Findlay tingué un accident fatal amb un altre VH-UXY sobre el nord del Protectorat de Rhodèsia.